# Casa a la Força d'Àreu
La Casa a la Força d'Àreu és una obra d'Alins (Pallars Sobirà) inclosa a l'Inventari del Patrimoni Arquitectònic de Catalunya.

## Descripció
Casa formada per planta baixa i dos pisos alts, el darrer de mansarda. A la planta baixa, destinada al bestiar, s'obren una petita porta i una finestra. Una escala de pedra dona accés al balcó de fusta del primer pis on s'obre la porta que a banda i banda té una finestra. Ocupa la façana del segon pis un gran balcó de fusta cobert, protegit per un llosat a dues vessants que es recolza en dues bigues una a cada costat del balcó. Els murs exteriors són blocs de pedra pissarrosa irregular. La coberta de llicorella és a dues aigües amb la façana situada sota una vessant formant un frontis.